# Midge Ure
Midge Ure, echte naam James Ure (Cambuslang, 10 oktober 1953) is een Schots zanger, gitarist en componist. Zijn grootste successen beleefde hij in de periode 1975-1985.

## Biografie
In 1969 begon hij als gitarist in de Glasgowse band Stumble, die na twee jaar werd opgeheven. Hij werd zanger en gitarist bij het eveneens Glasgowse Salvation, dat vanaf 1974 als de bubblegumband Slik doorging, en scoorde daarmee de hits Forever and Ever, Requiem en The kid's a punk. Later veranderde de bandnaam in PVC-2. Ure wilde echter andere muziek maken en werd in 1977 zanger en gitarist bij de pop/punkband The Rich Kids van ex-Sex Pistols-bassist Glen Matlock. Deze band bracht in 1978 een album uit, waarna zij werd opgeheven. Na een paar maanden te hebben gewerkt als gitarist bij de band Misfits richtte hij samen met Steve Strange en Rusty Egan de synthesizerpopgroep Visage op, die in 1981 bekend werd met het door hem geschreven Fade to grey en Mind of a toy. Hij kwam in 1979 via het eveneens Visage- alsmede Ultravox-lid Billy Currie, bij de newwaveband Ultravox terecht, waar hij John Foxx als zanger opvolgde, en verving tussendoor Gary Moore bij Thin Lizzy voor de rest van hun Amerikaanse tournee. De combinatie van het synthesizergeluid van Ultravox met het muzikale verleden van Midge Ure in pop en rock pakte succesvol uit. Begin 1981 hadden zij hun eerste en grootste hit Vienna, later gevolgd door Hymn (1982), We came to dance (1982), Love's great adventure (1984), Dancing with tears in my eyes (1984) en Same old story (1986). Midge Ure en Billy Currie stapten in 1982 uit Visage, dat in 1984 nog een album uitbracht en daarna stopte. Midge Ure nam verder nog met Japan-bassist Mick Karn in 1983 de single After a fashion op.
In 1984 was Midge Ure samen met de Ierse zanger Bob Geldof initiatiefnemer van Band Aid, een gelegenheidsband van met name Britse popmuzikanten, die de single Do they know it's Christmas? uitbracht om de inkomsten daarvan te bestemmen voor het toen door grote hongersnood geteisterde Ethiopië. Het jaar daarop organiseerden Geldof en Ure op zaterdag 13 juli 1985 het eveneens aan Ethiopië gewijde benefietfestival Live Aid.
Daarna had Ure eind 1985, begin 1986 een solohit met If I Was, gevolgd door het album The Gift. Vanwege zijn soloactiviteiten werd Ultravox in 1987 opgeheven. Hij bracht nog meer albums uit, Answers to Nothing, Pure, Breathe, Move me, Little Orphans en enkele live-albums, die zijn eerdere successen echter niet konden evenaren.
In 1998 werd Breathe, met de gelijknamige single, alsnog een succes, na het gebruik daarvan in TV-reclame voor Swatch-horloges.
In 2001 verscheen het album Move Me. Dit was het laatste album met nieuwe nummers dat door platenmaatschappij BMG werd uitgebracht. Voor enkele nummers op dit album werkte hij weer samen met Danny Mitchell, met wie hij ook al samen werkte op The Gift en Answers
In 2004 verscheen de autobiografie van Midge Ure, getiteld If I was.... Datzelfde jaar wekte hij samen met de Duitse tranceformatie Jam & Spoon. Hij zong het nummer Something to Remind Me. 
In 2008 verving hij John Miles tijdens de Night of the Proms die toen op tournee was met Tina Turner.
Andy Hunter heeft hem laten verschijnen in zijn nieuwste album "Colour" met het liedje "Smile".
In 2014 verscheen zijn album Fragile. Hierop staat het nummer "Let it Rise" een collaboratie met de Duitse artiest Schiller. Ook werkte hij voor dit album samen met Moby, en wel op het nummer "Dark Dark Night". Op het titelnummer "Fragile" bezingt hij zijn twaalf jaar lange strijd met alcoholverslaging.
In 2017 verscheen Orchestrated, een herbewerking van bekende nummers uit zijn solo oeuvre en dat van Ultravox, uitgevoerd in orkestrale versie. 
Omdat door de COVID-pandemie en de daaruit volgende reisbeperkingen en lockdowns optreden lange tijd niet mogelijk was, richtte hij in 2020 de Backstage Lockdown Club op: een betaalde "dienst" waarmee hij het contact met fans onderhield. Elke twee weken een avondvullende cast waarin hij vragen van fans beantwoordde, verzoeknummers speelde (op akoestische gitaar) en videobelde met bekende en bevriende muzikanten als Gary Kemp, Mark King, Nik Kershaw, Howard Jones en anderen. Tijdens een van de afleveringen van de BLC werd bekend dat er een Orchestrated II album aan zit te komen, volgens hetzelfde recept als Orchestrated. Wanneer dit album uitkomt is nog niet bekend.